# لوئیس اسپینال کامپس
لوئیس اسپینال کامپس (اسپانیایی: Luís Espinal Camps‎؛ ۲ فوریهٔ ۱۹۳۲ – ۲۱ مارس ۱۹۸۰) راهب یسوعی، شاعر، روزنامه‌نگار، فیلم‌ساز، منتقد فیلم اهل اسپانیا بود.
از فیلم‌ها یا مجموعه‌های تلویزیونی که وی در آن‌ها نقش داشته است، می‌توان به «تپانچه‌هایی برای صلح» (۱۹۶۹) اشاره نمود.